# Raúl Isiordia
Raúl Isiordia Ayón (Tepic, 22 de dezembro de 1952) é um ex-futebolista mexicano que atuava como meia.

## Carreira
Raúl Isiordia fez parte do elenco da Seleção Mexicana de Futebol, na Copa do Mundo de  1978. 